# Il brigante di Tacca del Lupo
Il brigante di Tacca del Lupo és una pel·lícula històrica i dramàtica italiana del 1952 dirigida per Pietro Germi i interpretada per Amedeo Nazzari i Cosetta Greco. Tot i que la pel·lícula està ambientada a Melfi, Basilicata, la pel·lícula es va rodar a Roma i Reggio de Calàbria. Fou presentada a la selecció oficial de la 13a Mostra Internacional de Cinema de Venècia.

## Argument
El 1863 una companyia de Bersaglieri comandada pel capità Giordani, en el marc de la repressió del bandolerisme, va ser encarregada d'alliberar la zona de Melfi, per una banda el comandament de la qual era un individu sobrenomenat Raffa Raffa, fidel als Borbons. El capità Giordani està decidit a utilitzar els mitjans més enèrgics i ràpids en la lluita, mentre que el comissari Siceli, que va venir de Foggia per donar suport als Bersaglieri, prefereix l'astúcia i intenta evitar l'ús de la força. Després de diverses vicissituds, els bersaglieri podran assaltar l'amagatall de Raffa Raffa que serà assassinat en una batalla final per Carmine, marit d'una dona anomenada Zitamaria, que va arribar al lloc per venjar la vergonya de la violència sexual que patia la seva dona a mans del bandoler.

## Repartiment
- Amedeo Nazzari - Giordani, capità dels Bersagliere
- Cosetta Greco - Zitamaria
- Saro Urzì - Comissionat Francesco Siceli
- Fausto Tozzi - Lt. Magistrelli
- Aldo Bufi Landi - Lt. Righi
- Vincenzo Musolino - Carmine
- Oreste Romoli - Raffa Raffa
- Oscar Andriani - El General
- Alfredo Bini - De Giustino
- Amedeo Trilli - Sgt. Trilli